# جوزپه اسکورتو
جوزپه اسکورتو (انگلیسی: Giuseppe Scurto؛ زادهٔ ۵ ژانویهٔ ۱۹۸۴) بازیکن فوتبال اهل ایتالیا است.
از باشگاه‌هایی که در آن بازی کرده‌است می‌توان به باشگاه فوتبال کیه‌وو ورونا، باشگاه فوتبال آ.اس. رم، باشگاه فوتبال تریستیانا، باشگاه فوتبال سمپدوریا، باشگاه فوتبال یووه استابیا، باشگاه فوتبال پالرمو، و باشگاه فوتبال اسپال اشاره کرد.
وی همچنین در تیم‌های ملی فوتبال زیر ۲۱ سال ایتالیا بازی کرده‌است.